# Eva Andén
Eva Johanna Andén (Uppsala, Suècia, 23 d'abril de 1886 - Danderyd, Uppland, Suècia, 26 de març de 1970) fou una feminista, jurista i la primera advocada sueca.

## Biografia
Andén nasqué a Uppsala filla d'Elin Forssman i del comerciant Heribert Andén i germana d'Anders Andén. Després de graduar-se el 1906, estudià dret a la Universitat d'Uppsala. Influïda per Elsa Eschelsson, professora associada de dret civil, agafà molt d'interès en millorar l'estat legal de les criatures i de les dones.
El 1912 es graduà en dret i esdevingué professora. Donat que era dona, no se li permetia treballar com a advocada i es convertí en notària per la fiscalia de Falun. Gràcies a la feina i al seu currículum, aconseguí ser becària al despatx d'advocats Morssing & Nycander d'Estocolm. Com a becària, mentre treballava al tribunal, indicà que no era casada, donat que si ho hagués estat encara gaudiria de menys drets i hagués necessitat el permís del seu marit per treballar. No va ser fins al 1925 quan s'aprovà la Behörighetslagen, llei que equiparava tots els funcionaris fossin homes o dones, que aquest requeriment es va eliminar.
Tres anys més tard, el 1915, assumí el control del despatx d'advocats d'Anna Pettersson també a Estocolm. El 14 de març de 1918, la seva sol·licitud per formar part de l'Associació d'Advocats Sueca (Sveriges advokatsamfund) va ser acceptada i es convertí en la primera advocada legalment reconeguda al país. Tot i que no hi havia cap llei que no permetés que una dona es convertís en advocada en aquell moment, aquest fet es considera excepcional donat que la societat encara no ho veia com un fet normal. En l'acta de l'Associació on aprovaren la seva sol·licitud s'hi indicà que "la senyoreta Eva Andén seria la primera dona advocada que ha aconseguit formar part de l'Sveriges advokatsamfund, fet que s'ha d'anunciar a la premsa". Després del seu accés a l'Associació, canvià el nom del seu despatx per Eva Andén. El 1921, Mathilda Staël von Holstein es convertí en la segona advocada del país i esdeveniren companyes de professió.
Andén aconseguí convertir-se en una advocada d'èxit i era contractada en diverses ocasions per divorcis, herències i custòdies. Formaren part de la seva clientela personalitats com Selma Lagerlöf, Premi Nobel de Literatura l'any 1909, Barbro Alving, periodista i escriptor, o Astrid Lindgren, també escriptora famosa. Fou també amiga d'Aleksandra Kol·lontai, Karolina Widerström i Ellen Fries. Cap al final de la seva carrera acabà tenint una gran influència com a membre principal del comitè de l'Advokatsamfund en la branca legislativa.
Tot i que no es casà mai, visqué molts anys de la seva vida amb la seva companya de professió, Lisa Ekedahl. Treballà fins a la seva mort a l'edat de 83 anys.